# Montreux Jazz Festival
Montreux Jazz Festival je hudební festival, konaný od roku 1967 ve švýcarském městě Montreux. Zakladateli festivalu byli Claude Nobs, Géo Voumard a René Langel. Festival se koná každoročně prvních čtrnáct dní v červenci. Vzniklo zde mnoho hudebních alb, často pojmenovaných Live at Montreux. Vícekrát zde vystoupily například Deep Purple (1969, 1996, 2000, 2004, 2006, 2008, 2011, 2013), Miles Davis (1973, 1984, 1985, 1986, 1988, 1989, 1990, 1991), Rory Gallagher (1975, 1977, 1979, 1985, 1994), Tori Amos (1991, 1992, 2005, 2007, 2010, Luther Allison (1976, 1983, 1984, 1994), Gary Moore (1990, 1995, 1997, 1999, 2001, 2010) nebo Al Di Meola (1986, 1989, 1993).